# Medophron femoratus
Medophron femoratus là một loài tò vò trong họ Ichneumonidae.